# Réseau des universités des sciences et technologies d'Afrique
Le Réseau des universités des sciences et technologies d'Afrique (anciennement Réseau des universités des sciences et technologies des pays d'Afrique au sud du Sahara ou RUSTA) est un réseau universitaire privé africain dont le siège social est situé à Abidjan, la capitale économique de la Côte d'Ivoire.
En 2022, le groupe RUSTA est classé à la 2e place des universités privées ivoiriennes par le ministère de l'Enseignement supérieur et de la Recherche scientifique de Côte d'Ivoire.

## Historique
Créé en 2009, le Réseau des universités des sciences et technologies d'Afrique regroupe des universités et des instituts d'enseignement supérieur implantés en Afrique subsaharienne qui se sont associés pour mettre en commun leurs capacités d'enseignement et de recherche scientifique,,.

### Présidence
Depuis 2009, le conseil d'administration du RUSTA est présidé par le professeur Frédéric Dohou.

## Missions
Le RUSTA se donne pour objectifs, de : 
- Promouvoir l'excellence universitaire et scientifique en construisant une politique commune en matière de formation universitaire et de recherche scientifique,
- Mettre à disposition de ses institutions membres des ressources financières, humaines et matérielles pour assurer leur développement,
- Former des futurs dirigeants d'institutions et d'organisations capables de relever les défis socio-économiques du continent africain,
- Favoriser des échanges et des coopérations internationales.

Le RUSTA dispose également d'une fondation qui octroie des bourses d'études à des étudiants d'Afrique subsaharienne.

## Institutions membres
Le RUSTA regroupe des institutions implantées en Afrique de l'Ouest,, :
- Centre international de formation à distance[11]
- Conseil africain de l'entrepreneuriat et de l'innovation
- Consortium pour le management de la recherche fondamentale et appliquée en Afrique au sud du Sahara
- Incubateur régional d'Afrique de l'Ouest
- Institut supérieur de technologie de Côte d'Ivoire
- Institut universitaire de technologie d'Abidjan[1]
- Université des sciences et technologies du Bénin
- Université des sciences et technologies de Côte d'Ivoire
- Université des sciences et technologies du Togo[12]
- Université virtuelle panafricaine de technologie[1]
- Etc.

## Recherche
Le RUSTA dispose d'un centre de recherche, le Consortium pour le management de la recherche fondamentale et appliquée en Afrique au sud du Sahara (COMREFAS), qui est commun à toutes ses institutions membres.
En 2015, le RUSTA a lancé sa propre revue scientifique, la Revue internationale des sciences de l'organisation (RISO), qui publie des articles en sciences sociales appliqués aux organisations africaines,. Depuis 2019, la RISO est classée « revue émergente » par la FNEGE,.

## Relations internationales et partenariats
Depuis sa création, le RUSTA s'est efforcé de développer un réseau de coopération internationale avec des institutions étrangères et de signer des conventions de partenariat, par exemple :
- 2024 : convention avec l'université de Bondoukou[18].
- 2020 : convention avec Brest Business School[19],[20].
- 2018 : le RUSTA est membre fondateur du Consortium africain universitaire pour le développement de l'enseignement virtuel (CAUDEV)[21].
- 2018 : convention avec l'association Universitaires sans frontières (USF)[22].

## Distinctions
En 2022, à la suite de l'évaluation des 571 établissements d'enseignement supérieur du pays par le ministère de l'Enseignement supérieur et de la Recherche scientifique, le groupe RUSTA est classé à la 2e place des universités privées ivoiriennes,.

## Personnalités liées

### Président
- Frédéric Dohou, ancien ministre béninois[25]

### Enseignants-chercheurs
- Dieudonné Gumedzoé, professeur d'agronomie
- François N'Guessan Kouakou, professeur de sociologie politique et d'anthropologie

### Docteurshonoris causa
Depuis sa création, le RUSTA a décerné les titres et insignes de docteurs ‘’honoris causa’’ aux personnalités suivantes :
- 2012 : Marcel Zadi Kessy, ancien président du Conseil économique et social de Côte d'Ivoire[26]
- 2014 : Abdoulaye Bio Tchané, ancien président du Fonds africain de garantie pour les PME et ancien président de la BOAD[27]
- 2021 : Didier Drogba, ancien footballeur international ivoirien[28]

## Identité visuelle

Ancien logo.
Logo actuel.